# Реальное присутствие Христа в евхаристии
Реа́льное прису́тствие Христа́ в евхари́стии — одна из проблем евхаристического богословия (раздел христианского богословия), заключающаяся в выяснении, каким образом плоть и кровь Иисуса Христа присутствуют в таинстве евхаристии, реально (субстанционально) или символически. Исторически здесь рассматриваются два тесно связанных вопроса — присутствуют ли в евхаристии плоть и кровь и как они связаны с плотью и кровью исторического Иисуса Христа, а также сопутствующие логические противоречия. Многие христианские конфессии признают реальность присутствия, однако при этом вкладывают различный смысл в слово «реально». Для выражения концепции присутствия Христа в элементах евхаристии христианские богословы использовали различную терминологию. Выражение «реальное присутствие» (лат. realem praesentiam) впервые встречается в обнародованной в 1264 году булле Transiturus de hoc mundo папы Урбана IV.
В древнейших источниках отражены два подхода к пониманию евхаристической доктрины и литургической практики. В рамках одного из них, более характерного для Карфагенской церкви и перешедшего затем в более позднюю латинскую патристическую традицию, евхаристия рассматривалась как таинство единения церкви с Христом, совершаемое епископом при участии верующих. Само действо проходило в контексте ритуала памяти смерти Христа. В какой-то момент акцент в понимании таинства сместился на роль Христа в евхаристическом жертвоприношении, а смысл участия в нём — на актуализацию членства в церкви. Восточная, или Антиохийская богословская школа настаивала на соматической реальности присутствия Христа в Святых Дарах. В целом, несмотря на заметные различия в подходах, проблемы евхаристии не стали причиной значительных дискуссий до конца первого тысячелетия. В результате дискуссии между франкскими богословами IX века Пасхазием Радбертом и Ратрамном Корбийским в западном богословии закрепилось реалистическое понимание евхаристии. По итогам «второго евхаристического спора» XII века символическое учение Беренгара Турского было осуждено как ересь. Четвёртый Латеранский собор 1215 года ввёл учение о реальном телесном присутствии Христа в евхаристии в католическую догму, связав его с изменением субстанции Даров.
На протяжении всех Средних веков проблемы, связанные с реальным присутствием, были предметом разногласий учёных-схоластов, пытавшихся объяснить отсутствие внешних изменений в евхаристических хлебе и вине после их освящения. Наибольшее распространение получила теория пресуществления (транссубстанциации), поддержанная авторитетом Фомы Аквинского, согласно которой в ходе таинства происходит преобразование одной субстанции в другую. Богословы Реформации отвергли схоластические усложнения и в своём понимании таинств основывались на библейской экзегетике. Современные теории реального присутствия используют методы метафизики и аналитической философии.

## Историческое развитие

### В раннем христианстве

#### Евхаристия и реальное присутствие в Новом завете
Согласно синоптическим Евангелиям (Мф. 26:26—28, Мк. 14:22—24, Лк. 22:19—20), евхаристия была установлена самим Иисусом Христом во время Тайной вечери незадолго до своей смерти на кресте. Также в контексте евхаристических споров большое значение имеет текст из Евангелия от Иоанна, относящийся к более ранним событиям (Ин. 6:22—59). Из Нового завета известно, что, не получив от Христа пояснений его слов о необходимости вкушать его тело, многие ученики остались в недоумении, а некоторые из них даже покинули общину. Первую интерпретацию телесности евхаристии даёт в Первом послании коринфянам (1Кор. 11:17—34) апостол Павел, поставивший вопрос «как воскреснут мёртвые? и в каком теле придут?». Согласно апостолу, воскресшее тело Христа является «духовным» и нетленным, совершенно отличным от того, которое умерло на кресте и было помещено в гроб. Современный богослов Николас Райт предполагает, что слова Павла не исключали воспринимаемости такого тела обычными органами чувств. Другой современный богослов Джозеф Фицмайер попытался реконструировать слова Христа, которыми он во время Тайной вечери говорил о своей плоти и крови. По мнению Фицмайера, соответствующие слова на арамейском языке следовало бы перевести как «персона» (лат. persona), если бы это не было анахронизмом. Таким образом, до адаптации христианским богословием платоновского понятия души и развития понятия персоны исторический Иисус мог для обозначения индивидуального присутствия говорить только о «плоти и крови». Значительное влияние на последующие толкования присутствия Христа в евхаристии имело приписываемое в Деяниях апостолов апостолу Петру толкование псалма 109, в котором Бог усаживает Христа справа от себя (Деян. 2:34—35).
Проблема реального присутствия Христа в евхаристии исторически рассматривалась с позиций двух основных направлений метафизики — реализма и номинализма. Согласно первому из них, если некоторые предметы в чём-то похожи, то их общность, называемая реалистами универсалией, существует. Номиналисты, напротив, существование универсалий отрицают. В реалистическом понимании мира существуют различные подходы. Если Платон и Августин говорили о причастности вещей к божественным или вечным формам, то Аристотель и Фома Аквинский говорили об инстанциации (экземплификации, конкретизации) предметами присущих им свойств. Номинализм также имеет свои градации, начиная от радикального отрицания содержательности высказываний относительно универсалий до более умеренных, соглашающихся с невозможностью полного описания онтологического контекста исключительно через партикулярии. Применительно к евхаристическому богословию различие проявляется в понимании связи между партикуляриями (знаками), в данном случае хлебом и вином, и их означаемым, то есть природой Христа. В реалистической богословской парадигме в ходе таинства Бог не только являет себя самого, но также дарует благодать и позволяет приобщиться к себе. В номиналистской трактовке связь между знаком и означаемым опциональна и не обусловлена частными свойствами рассматриваемых объектов, и потому нельзя утверждать прямой связи между Святыми Дарами и получаемой благодатью. Для номиналистов таинство функционирует только как обещание уже полученной благодати и не является способом её получения, как у реалистов.
С точки зрения христиан первых веков к пониманию евхаристии имели отношение также ряд мест из Евангелия от Иоанна. Вначале апостол говорит, что «Слово стало плотию» (Ин. 1:14), а затем приводит слова Христа, сказанные во время проповеди в Капернауме об истинном хлебе с небес, который даёт жизнь миру; здесь также проводится аналогия между хлебом и плотью (Ин. 6:32—51). Эпизод завершается призывом Христа есть его плоть и пить его кровь, повергнувшим в недоумение слушателей (Ин. 6:53—58). В современной реалистической трактовке природная идентичность Христа физически материализовалась в личности Иисуса, но сейчас она в таком виде не присутствует в нашем мире. Свидетельство апостола Иоанна понимается как указание на доступность её не только в виде евхаристии, но и как объединения верующих, то есть церкви. Экуменистическая экклезиология сливается воедино с сакраментологией, не разделяя церковь и совершаемые в ней таинства.

#### Реальное присутствие в раннем латинском богословии
Потребность дать точное описание изменений, претерпеваемых хлебом и вином в ходе евхаристии, возникла уже у ранних христианских писателей. В конце II века Ириней Лионский (ум. 202), полемизируя со считавшими материю носителем зла гностиками, подчёркивал реальность воплощения Христова и реальность его евхаристических плоти и крови. В своём трактате «Против ересей» (5.2.2) он утверждал, что «чашу от сотворённого Он назвал Своею кровью, от которой Он орошает нашу кровь, и хлеб от творения исповедал Своим телом, которым укрепляет наши тела». Из работ ранних латинских богословов можно составить некоторое представление о взглядах на реальное присутствие у Тертуллиана (ок. 160 — ок. 230). Не высказываясь определённо по данному вопросу, он говорит об евхаристическом хлебе как «представляющем самое тело Христа» (лат. ipsum corpus repraesentat), а в полемике против ересиарха Маркиона первым из латинских авторов употребил выражение figura corporis Christi. Маркион в гностическом духе проповедовал иллюзорность тела Христа, и если бы он был прав, то евхаристия, как образ иллюзии, была бы тщетной. Согласно анализу Николая Малицкого, учение Тертуллиана можно назвать скорее реалистичным. Современный богослов Августин Соколовски определяет понимание реальности плоти и крови у Тертуллиана как динамическое, то есть значимое не в силу личного присутствия Христа в них, а вследствие благодати приобщения к таинству. В ходе первого евхаристического спора было хорошо известно письмо епископа Киприана Карфагенского (ок. 200—258) к Цецилию, касавшееся преимущественно экклезиологических аспектов учения. Критикуя сектантов-«аквариев», употреблявших для евхаристии вместо вина воду, Киприан разъяснял, что разбавленное водой вино наилучшим образом отражает символику таинства, поскольку вода представляет христианские народы. Необходимость сочетания двух элементов проистекает, согласно Киприану, из того, что «если приносить только вино, кровь Христова будет без нас, а если останется только вода — будет народ без Христа». В трудах Киприана впервые молитва над Святыми Дарами называется «освящением» (лат. sanctificatio) и появляется понимание священства как подлинного действия в евхаристии на месте Христа (лат. sacerdos vice Christi vere fungitur).
Крупнейшим представителем «африканской» богословской школы был епископ Августин Гиппонский (ум. 430), в чьём огромном литературном наследии учение об евхаристии занимает значительное место. Вопрос о том, был ли он приверженцем реалистического или символистического понимания евхаристии, является крайне спорным, и начиная с XVI века противоположные мнения представлены в католическом и протестантском богословии. В пользу предположения о том, что епископ Гиппона придерживался символического понимания евхаристии, приводят ряд мест из его трудов. В частности, в трактате «О граде Божьем» говорится, что «видимая жертва представляет собою таинство, то есть священный знак жертвы невидимой». Принимая терминологию апостола Павла и учитывая заданную Деяниями перспективу, он отказывается отвечать на вопрос о том, где и как располагается на небесах божественное тело. В одной из своих проповедей он разъясняет своё представление следующим образом: «По свойству величия и по Божеству Своему Он всегда со Отцом. И телом Своим Он уже на небесах одесную Отца, по вере же Он присутствует во всех христианах». Таким образом, для Августина Иисус присутствует всюду в своей божественной ипостаси и пространственно локализован в человеческой. Согласно итальянскому специалисту по истории литургии Энрико Мацца (Enrico Mazza), концепция сакраментального реализма Августина развилась из культуры неоплатонизма и потому основана на идее партиципации, то есть на участии совершенства в чём-либо. Применительно к евхаристии это означает, что церковь есть тело Христово, поскольку участвует в евхаристическом хлебе, который, в свою очередь, является телом Христовым на более высоком уровне. И церковь, и хлеб онтологически являются телом Христовым «некоторым образом» (лат. secundam quemdam modum). Как знак, они указывают на некоторую другую вещь (res), не являясь ею. Другой аспект евхаристического учения Августина связан с его экклезиологией, в частности, с его полемикой против донатистов. Создав собственную церковную иерархию, донатисты связывали членство в церкви с нравственной чистотой, а действенность таинств — с моральными качествами священника. Такой подход фактически отрицал объективный характер евхаристии.
Иларий Пиктавийский (310—367) наиболее известен своей защитой христологической ортодоксии против ариан. Проведя много лет в ссылке на Востоке, он находился под несомненным влиянием Антиохийской школы. В трудах Илария вопрос евхаристии разбирается преимущественно с точки зрения её спасительной функции. В трактате De trinitate он полемизирует с арианским пониманием фразы «Я и Отец — одно» (Ин. 10:30) как указания лишь на единство воли Отца и Сына и обозначает природное единство верующих с Христом. Согласно Иларию, все люди пребывают в теле Христа в силу восприятия им универсальной человеческой природы, и Христос пребывает в верующих через принимаемые ими в таинстве евхаристии его плоть и кровь. В понимании Илария таинство евхаристии является непременной частью процесса божественного домостроительства, вместе с воплощением служа конечной цели — трансцендентальному единству божества с человечеством. Одним из важнейших источников последующих теорий евхаристии на Западе стали два сочинения епископа Амвросия Медиоланского (ум. 397), De misteriis и De sacramentis. Амвросий различает две стороны в таинстве евхаристии: видимую и недоступную восприятию человеческих чувств, тем не менее реально данную. Видимая сторона таинства характеризуется не как равноправно существующая наряду с духовной и её обозначающая, а скорее с точки зрения своего несоответствия объективно происходящей, но недоступной наблюдению перемене. Отвечая на возможное недоумение своих читателей, Амвросий заявляет, что нет никаких оснований сомневаться в реальности трансформации хлеба и вина в плоть и кровь Христа, поскольку в таинстве дано не то, что дала природа, но что благословение освятило. Благословение же имеет бо́льшую силу, чем законы природы. Следуя идущей от Оригена традиции толкования 1Кор. 10:3—4, он называл воскресшего Христа Духом, а его присутствующее в евхаристии тело — божественным и духовным. Такое тело, хотя и имеет «плоть и кости» (Лк. 24:39) и его можно потрогать, обладает иной, более тонкой структурой, чем обычная материя. С полной определённостью Амвросий подчёркивает персональное присутствие Христа в таинстве, не в виде символа или образа (figura), но в истинном свете, лицом к лицу. Для обозначения изменений в Дарах Амвросий использовал развитую терминологию. В De Fide он говорит о том, что они «трансформируются» (transfiguratur).

#### Реальное присутствие в восточном богословии
Для первых христиан участие в воспроизведении событий Тайной вечери было способом приобщиться к тайне Христа и стать причастными к победе над смертью и к воскресению. Празднование в их понимании было принесением благодарности (греч. εὐχᾰριστία — «благодарение, благодарность, признательность») Богу за приобщение верующих к спасению. Начиная с IV века, преимущественно на Востоке, единение христиан с воскресшим Христом понималось прежде всего через таинство евхаристии. На важности такого союза настаивал патриарх Кирилл Александрийский (ум. 444) в своей полемике с ересиархом Несторием (ум. ок. 451). Он, как и другие богословы александрийской школы, полагал, что в евхаристии верующим даётся животворящая плоть Бога Слова, та самая, которая была рождена Богородицей. Будучи таковой, евхаристия обеспечивает действенность союза между Богом и людьми, становится средством распространения нетления на весь человеческий род. Несторий в доказательство раздельности природ во Христе ссылался на то, что в таинстве евхаристии мы принимаем плоть Христову как плоть, а не как божество. По мнению Кирилла, понимание плоти Христа как плоти обыкновенного человека исключает возможность веры в воскрешение во плоти. Евхаристия действенна именно по причине ипостасного единства человечества и божества во Христе и потому представлялась ритуалом, устанавливающим связь между Христом и ожидающими второго пришествия последователями.
В богословии греческих Отцов Церкви, принадлежавших к Антиохийской школе, понимание таинства евхаристии основывалось на концепции анамнесиса (от греч. ανάμνησις, «воспоминание»). Для антиохийских богословов Иоанна Златоуста (ум. 407) и Феодорита Кирского (ум. ок. 466) аксиоматичной является доктрина о происходящих в Дарах изменениях. Однако в рамках диофизитской христологии они считают человеческие и божественные природы Христа раздельными и потому признают между историческим и евхаристическим воплощением только аналогию, но не строгую связь. Тем не менее, некоторые высказывания Иоанна Златоуста являются примерами крайнего реализма в понимании таинства. В частности, он писал, что «вводя нас в большее содружество с Собою и показывая Свою любовь к нам, Он [Христос] представил желающим не только видеть Его, но и осязать, и есть, и вонзать зубы в Плоть, и соединяться, и исполнять всякое желание». Епископ Кирилл Иерусалимский (315—386) утверждал, что евхаристические хлеб и вино не являются «обычными». Вместе с другими греческими богословами он использовал разнообразные слова с префиксом «мета-», чтобы подчеркнуть произошедшие в Дарах изменения, положив тем самым начало «метаболической» концепции. Несторий, также принадлежавший к Антиохийской школе, в своей «Книге Гераклита» высказывается против изменения природы евхаристического хлеба и признаёт только изменение в его значении благодаря совершению литургического таинства. Феодорит Кирский развивал учение Нестория об евхаристии в духе монофизитской христологии. Полагая, что человеческая природа Христа изменилась после его вознесения и была поглощена божественной, Феодорит писал, что «как символы являются одним до совершаемого священником эпиклесиса, а после изменяются и становятся другим, так и тело Господне изменилось после вознесения в божественное». Сложным представляется вопрос о зависимости взглядов папы Геласия I (ум. 496) от учения антиохийских богословов и о том, насколько они соответствовали позднейшей католической догме пресуществления.
Американский богослов и византинист Иоанн Мейендорф отмечает возникшую после Константина Великого и Юстиниана I тенденцию в византийском богословии объяснять евхаристию как систему символов, подлежащих созерцанию. По мнению Мейендорфа, таким образом евхаристию защищали от «толпы», которая с превращением христианства в массовую религию перестала быть «народом Божиим». Наиболее влиятельными с точки зрения распространения такого символического понимания евхаристии были сочинения Псевдо-Дионисия Ареопагита (VI век), призывавшего своих читателей к «созерцанию умопостижимых реалий, в которых ясно отражена освящённая благость образцов». У Дионисия не встречается описание евхаристического общения как преложения тела и крови Христовых. У Максима Исповедника (ум. 662) евхаристия толкуется более реалистично, но по отношению к её элементам последовательно употребляются термины «символ» и «образ». В 754 году Иконоборческий собор провозгласил единственным допустимым «образом» Христа евхаристические тело и кровь. Защитники иконопочитания, прежде всего Феодор Студит и патриарх Никифор, отвергли такое толкование. Согласно Никифору, евхаристия это сама «плоть Бога», «одна и та же вещь» с телом и кровью Христа. В результате иконоборческих споров византийский «евхаристический реализм» получил новое направление и стал излагаться в русле христологической и сотериологической проблематики; в евхаристии человек участвует в прославленной человечности Христовой, которая не есть «сущность Бога», но человечность, по-прежнему единосущная человеку и доступная ему как пища и питьё. В результате в византийском богословии понимание евхаристии как «образа» или «символа» было отвергнуто, и для византийцев евхаристия всегда оставалась тайной, которую надлежало принимать как пищу и питьё и которую нельзя «видеть» телесными очами. Византийские богословы не стали включаться в развернувшуюся на Западе полемику о преобразовании субстанций в ходе таинства евхаристии и видели в хлебе «тип», то есть «образец» или «отпечаток» нашей человечности, которая изменилась в преображённую человечность Христову.

### Во франкском богословии

#### Исторические обстоятельства
В раннем Средневековье участие в евхаристическом ритуале было доступно как в составе масштабного церковного богослужения (мессы), так и в рамках более скромных церемоний. В VIII веке отправление месс было весьма редким явлением, и в 730-х годах Беда Достопочтенный полагал достаточным причаститься трижды в год для самых благочестивых мирян. Увеличение числа вотивных месс в монастырях сделало их более популярными. Хотя евхаристия была важным элементом массового религиозного сознания, первая значительная богословская полемика относительно реальности присутствия тела и крови Христа в евхаристии состоялась только в середине IX века. Спектр мнений о причинах, по которым спор произошёл в королевстве франков именно тогда, довольно широк. Отмечается, что инициированные в 789 году реформы Карла Великого привели к росту уровня образования священников, прежде всего в бенедиктинском аббатстве Корби. Следствием стало их желание разобраться с нерешёнными богословскими проблемами прошлого. Согласно немецкому церковному историку Йозефу Гейзельманну, евхаристический конфликт IX века связан с попытками каролингских монархов унифицировать галльскую и римскую литургические традиции, идущие от Амвросия Медиоланского и Августина Гиппонского соответственно. Хотя авторитет Августина оставался непререкаемым, внезапно оказалось, по выражению Ярослава Пеликана, что у каждого он «свой». Современная исследовательница Розамунда Маккиттрик видит в литургической активности отражение более общей программы реформы образования, также направленной на установление единообразия в империи. Другой тенденцией, также впервые проявившейся в каролингский период, стало понимание иного, нежели у простых смертных, характера действий духовенства в ходе ритуала. Как следствие, возрос интерес к выяснению способа, которым происходит чудо в ходе евхаристии, и каким образом именно Христос может присутствовать в том, что продолжает восприниматься всеми органами чувств как хлеб и вино. Требовалось также объяснить смысл таинств мирянам, среди которых было много недавно крещённых язычников. В 822 году в центральной Саксонии был основан дочерний монастырь Корби, Корвей. В 831 году корвейским аббатом стал Варин, и в 833 году он попросил своего учителя из Корби, Пасхазия Радберта (ок. 785 — ок. 865), помочь объяснить новообращённым саксонцам смысл ритуала евхаристии. Написанный Пасхазием в ответ трактат De corpore et sanguine domini задал рамки для всех последующих дискуссий.
Благодаря своей логичности и доступности изложения трактат Пасхазия быстро стал широко известен, из более чем 120 сохранившихся рукописей большая часть основана на первой корвейской редакции. Началом «спора» считается момент, когда, став настоятелем в Корби, примерно в 843 году он представил свой труд новому королю Карлу Лысому и сопровождавшему его архиепископу Гинкмару Реймскому. Возможно, выбор времени презентации был обусловлен внутриполитической обстановкой во Франкском государстве после заключения Верденского договора, и Пасхазий хотел таким образом подчеркнуть необходимость политического единства империи, такого же, как между евхаристией и телом Христовым. Канадская исследовательница Селия Чазелль обращает внимание на связь первого евхаристического спора с конфликтом вокруг учения о двойном предопределении Готшалька из Орбе, развернувшимся в те же годы. Готшальк, путешествуя по империи, проповедовал о том, что все смертные предопределены Богом либо к спасению, либо к проклятию, и никакие действия человека не могут изменить его судьбу. Данное учение было осуждено на соборе под председательством Рабана Мавра в Майнце в 848 году и вновь осуждено в следующем году в Кьерзи собором, созванным архиепископом Гинкмаром. Тем не менее обсуждение не было единодушным, и на других соборах учение Готшалька было поддержано. Отрицая предопределение к проклятию, Гинкмар верил во всеобщее спасение, достижимое для всех верующих благодаря действенности евхаристии. Соответственно, символическое понимание мессы исключало для предопределённых к проклятию возможность искупления. Примерно тогда же Карл обратился к другому корбийскому монаху, Ратрамну, с просьбой разъяснить несколько вопросов относительно евхаристии. Причина, по которой ему потребовались дополнительные разъяснения, не известны. Вероятно, у него остались сомнения после ознакомления с трудом Пасхазия, возможно, требовалось урегулировать последствия собора в Кьерзи 838 года, на котором были осуждены аллегорические взгляды литургиста Амалария из Меца, отождествлявшего с телом Христа совершающего евхаристию священника. В результате в 850-х годах Ратрамн написал трактат с тем же названием, что и Пасхазий, но существенно иным толкованием таинства. Хотя Ратрамн не упоминает имени Пасхазия, большинство исследователей согласны с тем, что трактат был написан именно против его взглядов. Хотя Ратрамн придерживался тех же взглядов на предопределение, что и Готшальк, в его трактате об евхаристии эти два вопроса не смешивались.
Изучению влияния, оказанного на Пасхазия и Ратрамна раннехристианскими авторами, посвящено значительное число исследований. Обзор литературы XIX века приводится в монографии Николая Малицкого. Современными историками признаётся, что определяющее влияние на каролингских богословов оказали труды Амвросия Медиоланского и Августина, хотя круг их чтения был существенно шире.

#### Первый спор об евхаристии
Как отмечает американский историк христианства Ярослав Пеликан, расхождения во взглядах между Пасхазием и Ратрамном не ограничивались только евхаристией. Дискуссия каролингских богословов затрагивала также широкий спектр вопросов мариологии, касавшихся физиологических аспектов рождения Иисуса Христа, девственности и смерти Девы Марии. Проблема состояла в том, чтобы объяснить одновременную возможность человеческой природы Христа и описанных в Новом Завете чудесных событий. Свой трактат Пасхазий начал с отсылки к тезису Амвросия о внеприродном характере рождения Христа, из которого миланский богослов делал вывод, что не следует искать природного порядка и в теле Христовом. Пасхазий, опираясь на высказанную по другому поводу мысль Августина, говорит, что все вещи имеют своей основой волю Бога, и когда кажется, что нечто происходит вопреки природе, следует вспомнить, кому явление обязано своим происхождением. Следовательно, если такова его воля, то следует веровать, что после консекрации хлеб и вино уже не что иное, как плоть и кровь Христовы, хотя и остающиеся в прежнем образе. Возможность именно такого понимания следует из того факта, что Бог есть истина, и потому истинны все его слова. Опираясь на эти принципы, Пасхазий доказывает строгую идентификацию присутствия Бога в таинстве с земной плотью Христа, рождённой от Девы Марии и пострадавшей на кресте. Проблему освящённого авторитетом Августина употребления слова figura Пасхазий решает следующим образом: не всякий образ есть тень или обман, приводя в пример Евр. 1:3, где человеческая природа Христа называется образом Бога Отца. Таким образом, делает вывод Пасхазий, таинство является «фигурой», поскольку видимым действиям священника соответствует реально совершаемое заклание божественного агнца, «образ и знак (figura vel character) то, что вовне воспринимается, но полная истина без всякой тени то, что внутренним образом воспринимается». В дальнейшем это толкование было принято на Западе как основное. Значительное внимание Пасхазий уделяет тому обстоятельству, что в ходе таинства создаётся новое, ранее не существовавшее тело Христово. Входящим в литургию словам Писания он приписывает силу творческого акта. Возникающие отсюда затруднения занимали схоластов XI и последующих столетий. Проблема понимания видимых свойств Даров также не была решена Пасхазием окончательно. В его интерпретации хлеб и вино можно называть так после консекрации лишь в несобственном смысле и только в отношении их действенности, а прежнюю видимость они сохраняют, чтобы не пугать верующих и не соблазнять язычников. Конечная цель рассуждений Пасхазия — обоснование спасительной действенности евхаристии: если она является истинным телом Христа, то, участвуя в ней, верующий причащается к Страстям Господним и получает возможность искупления грехов.
Толкование Ратрамна основывается на ином понимании «образа» и «реальности». Для него реальностью является эмпирический, буквально понимаемый факт в противоположность скрытому неким покровом образу. В такой парадигме евхаристия, очевидно, относится к категории «образов». По мнению Ратрамна, евхаристия — это символ присутствия Бога, и участвующие в ней хлеб и вино не имеют той же субстанции, что плоть и кровь Христа. После консекрации они остаются тем, чем были, но в силу своей «божественной силы» они являются телом Христовым. Исходя из таких рассуждений, на вторую часть вопроса о соотношении евхаристии с историческим телом Христа, Ратрамн отвечает отрицательно: так как оно относится к эмпирической реальности, между ним и тем, что участвует в таинстве, есть значительная разница. Иное у Ратрамна и понимание «истины» и «образа», и если для Пасхазия к евхаристии были применимы оба понятия, то для его младшего товарища только второе. Ратрамн исключает вероятность истинного материального присутствия объекта, выглядящего подобно иному материальному объекту. Присутствие «истинно», только если оно обладает соответствующими внешними проявлениями. Касаясь спасительной силы евхаристического присутствия, Ратрамн утверждает, что созерцательное размышление о находящемся на небесах теле Христа имеет бо́льшую силу и в большей степени совместимо с идеей грядущего пришествия, когда тело Христа вновь станет видимым и ощущаемым. Тем не менее, расширяя понятие истинности на духовную сферу, находящуюся вне возможностей чувственного восприятия, Ратрамн считает допустимым говорить о присутствии в евхаристии как об истине. Такая истина доступна истинно верующим и скрыта от невежд и язычников.
Традиционная интерпретация обмена мнениями между каролингскими богословами как «спора», в котором одна из сторон настаивала на «реальном присутствии», а другая в протопротестантском духе его отрицала, в современной историографии трансформировалась в констатацию принципиальной близости обоих подходов, различающихся в понимании природы истины и аудитории, к которой они были обращены. Вероятно, при жизни корбийских монахов их спор не считался существенным разногласием, и только в следующем столетии на него обратил внимание аббат Херигер Лоббский. Из богословов каролингской эпохи на тему реального присутствия высказывался архиепископ Майнцкий Рабан Мавр, осуждавший тех, кто ошибочно воспринимает плоть и кровь таинства как те же самые, которые родились от Богоматери, затем приняли смерть на кресте и воскресли, а также Иоанн Скот Эриугена, предостерегавший своих читателей против тех, кто предполагает в евхаристии что-то большее, нежели в ней видимо. По мнению Эриугены, плоть и кровь воплощённого тела Христа незримо присутствуют в Дарах каждой мессы, оставаясь в то же время на небесах. Подробно критикует учение Пасхазия Готшальк, обвинивший своего оппонента в проповедовании реализма, граничащего с каннибализмом. Рассматривая проблему с точки зрения своего учения о двойном предопределении, близкого к взглядам Августина, Готшальк отрицает возможность для предопределённых к проклятию искупить свои грехи посредством евхаристии, ибо спасительным свойством она обладает только для избранных к спасению. Что же касается евангельских слов Христа, то они относятся только к тому единственному моменту времени. Находясь на небесах, тело Христа не может одновременно находиться на земле.
В X веке обсуждение евхаристии продолжилось, хотя и менее ярко, чем ранее. Символическое понимание таинства отстаивали епископ Атто Верчельский и бенедиктинский монах Эльфрик Грамматик в полемике против «реалистов» Ремигия Осерского, Одона Клюнийского, Гезо Тортонского и Ратерия Веронского. В анонимном трактате «Responsio cuiusdam de corpore et sanguine domini» анализировалось, в какой степени и каким образом сохраняются в нас плоть и кровь Христова после поедания хлеба и выпивания вина причастия. В такой постановке вопрос поднимался и в IX веке, но не рассматривался как серьёзная богословская проблема. Так же высказывалось предположение, что обсуждение началось среди неких «неоманихейских» групп, предположительно отождествляемых со стеркоранистами. Автор «Responsio» решает проблему прямолинейно, настаивая на исключительно духовном присутствии Бога в евхаристии. Херигер Лоббский ссылался на него, чтобы обосновать отрицание аргумента о возможности потребления евхаристических хлеба и вина обычным способом. Гезо, аббат монастыря в Тортоне, положил в основу своего объёмного труда трактат Пасхазия. Отталкиваясь от догмата о Христе как о Боге воплощённом, Гезо легко обосновывает учение природного единения Пасхазия. Херигер, как ранее Готшальк, различал тело Бога, понимаемое «природно» и понимаемое «особо». В последнем случае уточняется, в каком именно модусе понимается тело — как оно было явлено на Земле, существует в евхаристии или в Церкви. В любом случае оно остаётся одним и тем же, и противоречия нет. Как и Гезо, Херигер подчёркивал сотериологическое значение таинства. Критику Рабана Мавра он объяснял несколько избыточным натурализмом Пасхазия, из чего можно было сделать вывод, что плоть и кровь Христа не полностью поглощаются в организме и частично выводятся с экскрементами.

### В ранней схоластике

#### Второй спор об евхаристии
К середине XI века учение Пасхазия доминировало в католической церкви и не становилось предметом публичной дискуссии до тех пор, пока около 1048 года турский схоласт Беренгар (ум. 1088) не познакомился с трактатом «De corpore et sanguine domini» Ратрамна, ошибочно приписанным им Иоанну Скоту Эриугене. Приняв точку зрения Ратрамна и отвергнув взгляды Пасхазия как «заблуждения толпы», Беренгар утверждал, что плоть и кровь Христовы не содержатся в евхаристии. Соответственно, по его мнению, учение Ратрамна (или, как он считал, Эриугены) отражало аутентичную христианскую традицию Иеронима, Амвросия и Августина. Весной 1049 года Беренгар написал письмо аббату Бекского монастыря Ланфранку, в котором оспаривал мнение о еретичности взглядов Иоанна Скота на таинство, на чём настаивал его адресат. Как заявлял Беренгар, в таком случае пришлось бы объявить еретиками указанных выше Отцов Церкви. В последующие годы Беренгар развернул бурную активность, отстаивая свою позицию в защиту Скота и опровергая взгляды Пасхазия, увенчавшуюся публикацией полемического трактата «De Sacra Coena». Деятельность Беренгара привлекла внимание современников, и некоторые из них предполагали в ней не вполне честные мотивы. Так, Гуитмонд и Ланфранк обвиняли его в погоне за дешёвой популярностью, необходимой для поддержания падающего авторитета своей школы в Туре. Идеологическую оппозицию на первом этапе возглавили монахи аббатства Фекам. После того как о споре узнал папа Лев IX, учение Беренгара было осуждено на Римском соборе 1050 года, на котором также была сожжена книга Ратрамна (под именем Эриугены). Папа приказал Беренгару присутствовать на соборе в Верчелли в том же году, но обсуждение не состоялось, поскольку богослов был арестован королём Генрихом I по политическим мотивам. Тем не менее при поддержке епископа Евсевия Анжерского Беренгар продолжил проповедовать своё учение. Оно неоднократно обсуждалось на поместных соборах, и на соборе в Туре 1054 года Беренгар подписал компромиссную формулировку, одобренную папским легатом Гильдебрандом. Наконец, на Римском соборе 1059 года он согласился зачитать и поклясться в признании физического присутствия Христа в евхаристии, «в разламываемом руками священника хлебе и разрываемом зубами верующих, не только таинственно, но и истинно» согласно предложенной кардиналом Гумбертом Сильва-Кандидском формулировке. Данная формулировка была юридически закреплена в каноническом праве, завершив тем самым первую фазу спора.
В 1060-е годы учение Беренгара лишь дважды рассматривалось на церковных соборах: в 1062 году в Анжере и в 1064 году в Лизьё. Беренгар не считал вопрос закрытым и протестовал против своего несправедливого осуждения. В утраченном трактате он критиковал решения собора 1059 года и роль в нём кардинала Гумберта. В 1060-х годах свой ответ опубликовал Ланфранк («Liber de corpore et sanguine Domini»). Написанный в форме воображаемого диалога с Беренгаром трактат Ланфранка считается исследователями одним из первых применений диалектического метода аргументации в схоластике. Чуть позже в спор включился ученик Ланфранка, Гуитмонд. В своём трактате «De corporis et sanguinis vertitate Christi in eucharistia» он полемизирует с теми, кто считает формулировку Латеранского собора 1059 года слишком «плотской», и задаётся вопросом «почему Христос не может быть разрываем зубами?». С точки зрения Гуитмонда, допустимы две возможности: либо это невероятно для Бога, либо это ниже его достоинства. На первое возражение нормандский богослов отвечает в духе Пасхазия, ссылаясь на всемогущество Бога. Анализируя смысл латинских слов, используемых для обозначения процесса жевания во время евхаристии, сначала atteri («растирать»), затем dissipari («рассеивать»), Гуитмонд замечает, что растирание можно считать более интенсивным вариантом действия, совершённого сомневающимся апостолом Фомой, и потому возможным. Сравнение корректно, поскольку в евхаристии присутствует то же воскресшее тело, что было явлено Фоме. Что касается возможного унижения достоинства Христа, то если оказалось мыслимым уничижение смертью на кресте (Фил. 2:6—11), то сокрушение зубами верующих вполне допустимо. Примерно тогда же, между 1065 и 1070 годами, в ответ на книгу Ланфранка Беренгар сформулировал своё учение в окончательном виде в трактате «Rescriptum contra Lanfrannum».
Основной тезис, который Беренгар обосновывал в «Rescriptum», состоял в том, что «хлеб и вино превращаются в результате консекрации в плоть и кровь Христову, как сказано в Писании, и то, что освящено и благословлено Богом, не умаляется, не уходит, не разрушается, но остаётся и по необходимости возвышается в нечто лучшее». В качестве аргументации он ссылается на неизменность физических свойств хлеба и вина, а на возражение о воле Бога, в которой находятся внешние проявления, Беренгар указывал, что чудесные изменения физических законов происходят только «явственно». Далее значительную часть своего анализа он посвящает тому, как распознать чудесные проявления. Хотя рассуждения Беренгара стали развитием диалектического метода Петра Дамиана и Ланфранка, их ценность, как отмечают исследователи, была бы выше, если бы не наивно-рационалистические онтологические и грамматические теории. Поскольку спор не прекращался, Гильдебранд, ставший папой римским под именем Григория VII, созвал в Риме очередной собор, на котором клятва 1059 года была приведена к значительно более умеренным формулировкам. От Беренгара на этот раз потребовали признать, что помещаемые на алтарь хлеб и вино «изменяются субстанционально в истинное и явное животворящее тело и кровь нашего Господа Иисуса Христа, и после консекрации они являются истинным телом Христа, рождённым от Девы, и его истинной кровью, которая истекала из него, причём не через знак или силу таинства, но по своей реальной природе и субстанции». Использованная здесь аристотелевская терминология применялась и в дальнейшем, однако вкладываемый в неё смысл существенно отличался у разных богословов.

#### Реальное присутствие и сакраментология
Как в ходе первого евхаристического спора, так и во втором, центром богословской полемики было понимание знака и означаемого в таинстве. Существенное различие состояло, однако, в определении, даваемом этому понятию. В каролингскую эпоху основным было определение, предложенное в VII веке Исидором Севильским, согласно которому «таинство даётся в прославлении, когда одно представляется как нечто, принимаемое за святое». В исидоровской экзегетике и у предсхоластов центральным было понимание скрытого действия божественной силы и, как следствие, восприятие означаемого только через веру. Произошедшие на рубеже II тысячелетия сдвиги в культурной парадигме требовали другого, допускающего более глубокий анализ, определения. Для своих целей Беренгар полагал более подходящей формулировку Августина, называвшего таинство лат. sacrum signum («священный знак») или лат. invisibilis gratiae visibilis forma («видимая форма невидимой благодати»). Также турский схоласт полагал свои взгляды всецело согласующимися с учением Амвросия Медиоланского, предложившего общее толкование таинственного характера крещения и евхаристии. Согласно Амвросию, после консекрации крещенская вода, не переставая быть водой, изменяется в нечто иное, видимое духовным зрением. Беренгар развивает аналогию следующим образом: в крещении наши природные глаза не видят ни Святого Духа, который освящает её, ни креста, к которому иудеи прибили Христа и чьё незримое присутствие делает воду sacramentum, ни смерти и воскресения Христа, символами которых является обряд крещения. Точно так же глупо утверждать, что на алтаре находятся частицы истинных тела и крови, и точно так же бессмысленно считать, что они не видимы, но различимы в своих отдельных акциденциях (например, цвете). Только наш интеллект может проводить различие между формой (forma) и оформленным (formatum), а в реальности его нет. Изменения в акциденциях происходят при изменении субстанции (corruptio subjecti), но таинственное изменение (conversio) субстанцию не затрагивает. Таким образом, Беренгар считает неразделимыми субстанцию и акциденции и считает такой взгляд точной интерпретацией Амвросия и Августина.
Согласно противоположной позиции, изложенной Ланфранком, Беренгар неправильно понимал слова Августина, и, с учётом контекста, они не исключали некоторого сходства между sacramentum и res. Что более важно, Ланфранк не принял предложенного Беренгаром строгого разделения, и у него Христос может выступать и как таинство, и как предмет таинства. Парадоксальным образом, хотя непосредственно в ходе спора использованное Беренгаром определение таинства было отвергнуто, позднейшие схоласты смогли адаптировать его к нуждам учения о пресуществлении. Попытку разобраться с имеющимися противоречивыми толкованиями и определениями предпринял богослов следующего поколения, Алгер Льежский (ум. после 1132). Предметом его особого интереса была действенность таинств, совершаемых священниками-отступниками и еретиками. Изучив труды Августина, он пришёл к выводу, что таинство остаётся святым и истинным даже в этом случае, но только праведнику оно даёт спасение. Другие авторы того же периода пришли к аналогичным выводам для случая светской инвеституры (она действенна) и оставления монашеских обетов (невозможно).

### В XII—XV веках

#### Развитие концепции пресуществления
«Беренгарианский» спор оживил интерес к евхаристическому богословию и, в частности, к вопросу о реальном присутствии. Практически каждый крупный богослов того времени в той или иной степени затрагивал евхаристическую проблематику. Однако в Средние века связанные с евхаристией проблемы беспокоили и более широкие слои населения. Многочисленные бродячие проповедники толковали реальное присутствие и таинства преимущественно с точки зрения их действенности. Некоторые из них были признаны церковью, но многие были осуждены как еретики. Проповедуемые ими взгляды плохо известны, и приписываемое им «беренгарианство» не обязательно означало именно отрицание реального присутствия. Около 1114 года близ Суассона и в 1122 году в районе Трира существовали небольшие группы, по утверждениям, отрицавшие евхаристию; такие же обвинения выдвигались против убитого в 1074 году в Камбре Рамирдуса и проповедовавшего в 1100—1115 годах Танхельма Антверпенского. Вероятнее всего, они призывали верующих отказываться от принятия тела и крови Христовых из рук нечестивых священников. Собственную евхаристическую литургию, подобную раннехристианской, разработали вальденсы, также уделявшие повышенное внимание моральным качествам священника. Сторонники дуалистических ересей, прежде всего катары, полностью отрицали реальное присутствие и действенность евхаристии для спасения. Некоторые из поднятых ими вопросов стали предметом богословских исследований: количество материи, потребное, чтобы накормить всех верующих телом Христовым, десакрализация освящённого хлеба при его поедании животными и т. п.
Предложенная Ланфранком терминология описания качеств тела Христа не была точна в достаточной степени, чтобы ответить на все возникавшие вопросы. Гуго Сен-Викторский (ум. 1141) в «De sacramentis Christianae fidei» объяснял, что субстанция хлеба и вина изменяются в субстанцию тела и крови Христовой. Их внешние проявления при этом сохраняются, и если с Дарами затем происходит что-то неподобающее, оно не затрагивает сакральную субстанцию. Пётр Ломбардский (ум. 1160) в своих влиятельнейших «Сентенциях» отказался точно описать характер изменений в евхаристии, но признавал, что изменение касается субстанции. Вопрос, который он разбирал, — чем в таком случае обеспечивается поддержание акциденций хлеба и вина, если соответствующей субстанции не осталось, а у той, которая возникла, акциденции совершенно иные. Хотя некоторые затруднения сохранялись, введение изменения субстанции давало общую схему понимания таинства. Субстанция тела и крови Христа могла оставаться на небесах вместе со своими акциденциями и присутствовать на алтаре без акциденций. Все возможные превратности, таким образом, затрагивают только акциденции хлеба и вина. Невозможное у Аристотеля существование субстанций без акциденций объяснялось чудом. У Ломбардца впервые в схоластическом богословии означаемая таинством благодать помещается вне собственно таинства, для описания чего он использовал две тернарные конструкции: таинство — вещь содержащаяся и означаемая — вещь означаемая и не содержащаяся, которой соответствуют Дары — плоть и кровь — единство Церкви. В соответствии с анализом Петра, благодать таинства евхаристии находится вне таинства как вещь «означаемая, но не содержащаяся в таинстве», и связана с присутствием всего Христа, в соответствии с мыслью Амвросия о том, что если тело Христа присутствует, то и весь он присутствует. Последующее развитие идеи пресуществления преследовало цель дать философское обоснование возможности такого изменения.
Латинское слово transsubstantiare («транссубстанцировать», от trans, «через», и substantia, «субстанция») впервые встречается в трудах богословов середины XII века Этьена Отёнского (ум. 1139) и Орландо Бандинелли, будущего папы римского Александра III (1105—1181). Затем глагол появляется в письме папы Иннокентия III (ум. 1216) к Иоанну, бывшему архиепископу Лионскому, запросившему разъяснение смысла выражения mysterium fidei («таинство веры»), добавленного в мессу, — не подразумевает ли оно, что реальность (veritas) не присутствует в таинстве на алтаре, а есть только образ (imaginem), видимость (speciem) и знак (figuram). Согласно ответу папы, контекстом таинства являются собственные слова Спасителя об осуществлённом им преобразовании: в евхаристии хлеб и вино видимы (cernitur), а их реальность как крови и вина веруема (creditur). Ещё раз термин появляется в символе веры Четвёртого Латеранского собора 1215 года. В практически идентичном виде формулировка была представлена византийскому императору Михаилу VIII на Втором Лионском соборе в 1274 году. Далее, в ходе заключения унии с Сирийской церковью на Флорентийском соборе в 1442 году от якобитов требовали признания, что Дары пресуществляются (transsubstantietur). Хотя Латеранский собор 1215 года зафиксировал терминологию, единого понимания процесса к тому времени ещё не было. В 1264 году в булле Transiturus de hoc mundo папы Урбана IV впервые встречается выражение «реальное присутствие» (лат. realem praesentiam) в связи с установлением праздника Тела и Крови Христовых.
Среди католических богословов начала XIII века можно выделить три лагеря по отношению к евхаристическому изменению. Некоторые считали, что хлеб и вино после консекрации остаются и сосуществуют наряду с плотью и кровью Христа (лат. consubstantiatio — «сопребывание [субстанций]»); другие считали, что происходит уничтожение первых и их замещение вторыми; третьи доказывали, что происходит преобразование (трансмутация) одного в другое. К концу XIII века сторонников первой теории практически не осталось. Чуть большей поддержкой пользовалась вторая — среди её сторонников были Пётр Кантор (ум. 1197), Гийом Овернский (ум. 1249), Ролан Кремонский (ум. 1259) и Иоанн Дунс Скот (ум. 1308). Третьей альтернативы придерживалось наибольшее число богословов, включая Альберта Великого (ум. 1280) и Фому Аквинского (ум. 1274). На основе аристотелевской философии было разработано множество изощрённых объяснений евхаристического изменения. Например, Ролан Кремонский объяснял сохранение субстанциальной формы хлеба (paneitas, «хлебность») у тела её принадлежностью не к субъекту, а к месту. Александр Гэльский, писавший между 1220 и 1236 годами, связывал сохраняющиеся акциденции с категорией количества, а не материи. Идея количества как носителя акциденций, даже поддержанная Фомой Аквинским, вызывала отторжение у некоторой части богословов, недовольных столь значительным внедрением философии Аристотеля в богословие. В конце XIII века схоластические объяснения стали чрезвычайно сложными и недоступными для понимания обычных верующих. С точки зрения церкви достаточным было верить в реальное присутствие; пресуществление не являлось догматом веры.
С развитием схоластики произошло углубление символического понимания таинств. В ходе внутрицерковной полемики и в результате борьбы с ересями сложилось представление о трёх формах принятия евхаристического общения. Сакраментальное принятие означало восприятие как внешне видимых хлеба и вина, так и тела Христова, а духовное общение добавляло к ним действенный союз веры и любви — очевидно, что только вкушающий праведно получает оба блага. Богословы, работавшие при соборной школе Лаона, и августинские каноники аббатства Сен-Виктор дополнили эту схему третьей формой чисто духовного общения, не требующей использования хлеба и вина. В датируемом второй четвертью XII века трактате лаонского анонима «Summa sententiarum» sacramenta (то есть символом или означающими) ритуала названы присутствующие хлеб и вино, а res sacramenti (вещами символизируемыми или означаемыми) — активная жизнь в любви и вере, понимаемыми как единство с церковью. Между ними двумя находится реальное присутствие, sacramentum et res sacramenti, конечный результат ритуала и средство достижения его цели. Систематически исследовал роль евхаристии как символа Александр Гэльский. Он указывал, что восприятие таинства зависит от понимания значения символа реципиентом. Только люди, имея интеллект, могут понимать символы и постигать присутствие Христа. Соответственно, оно не может быть осквернено ни животными, которые не понимают символы, ни язычниками и иудеями, которые не верят в них. В трудах Бонавентуры (ум. 1274) концепция получила дальнейшее развитие. Прежде всего, отмечал он, следует различать принятие с точки зрения принимающего и принимаемого. По мнению францисканского схоласта, для истинного принятия евхаристии должно быть выполнено три условия: способность осознать, что символы указывают на некую другую реальность; наличие веры; понимание каждого из символов. По образному выражению Бонавентуры, приведенным критериям не удовлетворяют ни мыши, ни ангелы: первые не понимают символы вообще, а вторые воспринимают реальность непосредственно. В противном случае нельзя говорить о реальности присутствия Христа. Совершенно не согласен с Бонавентурой был другой учитель Церкви, Фома Аквинский. Во-первых, пища не изменяется немедленно в желудке животного, и, следовательно, нет изменения в субстанции. В конце концов, гостия может быть извлечена из желудка животного и употреблена по назначению. Во-вторых, если вещь не была использована по прямому назначению, она от этого не перестаёт существовать. Таким образом, заключает Фома, будучи съеденными животными, плоть и кровь Христовы попадают в их желудок. В своей «Сумме теологии» он писал, что метафизика евхаристии перевешивает намерения неверующих. Точка зрения Фомы, устанавливавшего прямую связь между принятием акциденций и плоти и крови, устраняя тем самым понимание евхаристии как знака, противоречила взглядам большинства богословов XIII века.

#### В позднесредневековом богословии
Богословие XIV века развивалось в направлении двух основных парадигм. Первая, заданная Фомой Аквинским, рассматривала таинства как инструментальную причину благодати, а не просто знак, не имеющий силы сам по себе. В логических построениях английского францисканца Уильяма Оккама (ум. 1347) выделялись более тонкие градации причин и вызываемых ими эффектов. В их числе были причины sine qua non, являющиеся необходимым условием достижения некоторого эффекта, но сами по себе недостаточные, чтобы его вызвать. Именно такой он видел связь между таинством и возникновением благодати. Своими рассуждениями Оккам, однако, имел цель не принизить значение таинств, но подчеркнуть власть Бога, своим заветом превращающего «свинцовую монету» веры в груду золота. Среди вопросов, получивших дальнейшее развитие, была проблема евхаристического присутствия. Решение Фомы Аквинского состояло в постулировании особого, «сакраментального» (ex vi sacramentum) типа присутствия, отличного от того, каким наличествуют обычные предметы в мире. Также он различал присутствие субстанциональное (per modum substantiae) и количественное, проявляемое акцидентально. Соответственно, в евхаристии акциденции элементов присутствуют количественно, а Христос субстанционально. В такой терминологии устранялась проблема одновременного присутствия частей тела Христа во всех храмах христианского мира и его непрерывно растущего объёма. Во францисканском богословии, не отрицая логических построений Аквината в целом, акцент делался преимущественно на воле Бога. Согласно Джону Пэкхэму (ум. 1292), Божья воля позволяет присутствовать Христу в освящённой гостии без пространственной локализации и без изменения субстанции хлеба. Пресуществление, отмечал Пэкхэм, можно назвать наиболее понятным описанием процесса, но оно не является единственной доступной Богу возможностью. Французский мистик Пётр Иоанн Оливи (ум. 1298) критиковал Фому со сходных позиций. Оливи называл требование присутствия посредством пресуществления крайне ограничивающим, и сама идея связать присутствие с неким процессом казалась ему сомнительной. Более подходящим ему представлялось введение новой категории, связывающей тело Христа и гостию и позволяющей им присутствовать в одном месте. Значительной инновацией стала теория Эгидия Римского (ум. 1316), различавшего положение тела по взаимному расположению его частей, подобно органам внутри человеческого тела. Введённый им понятийный аппарат позволил описать новые нюансы одновременного нахождения различных субстанций в одном месте. Учение Эгидия развивал Иоанн Дунс Скот, сводивший проблему присутствия к двум частным вопросам: как тело Христа может начать находиться в другом месте без изменения положения и как оно, будучи измеримым количественно, может присутствовать в таинстве не-количественно. С точки зрения Скота, ответ на первый вопрос предполагает использование либо понятия движения (занятие нового положения с оставлением прежнего), либо роста (без оставления прежнего положения). Но тело Христово не растёт, поэтому в его случае следует говорить о каком-то третьем способе перемещения. В отличие от вещей, которые растут, тело Христа не имеет количественного измерения в месте своего появления, что подводит ко второму вопросу. В противовес Эгидию, Скот не считает возможным выделять в частях гостии соответствие частям тела Христа и допускает, что она сообразуется с ним целиком (circumspective). Альтернативные Скоту взгляды у францисканцев развивали Пётр Ауреоли (ум. 1322) с более строгих аристотелевских позиций и Уильям Оккам, устранивший из своей онтологии количество. Со стороны доминиканцев значительным был вклад Вильгельма Дурандуса (ум. 1334), утверждавшего самостоятельное бытие отношений, независимое от бытия относящихся субстанций. Таким образом становится возможным понимание тела Христа без участия категории количества, а его реального присутствия — как отношения между телом Христа на небесах и освящённым хлебом. Из значительных оксфордских схоластов проблемой занимались Уолтер Чаттон (ум. 1343) и Адам Вудхэм (ум. 1358). Чаттон известен своим утверждением, что «нельзя ничего исключать из возможностей власти Бога, кроме явных противоречий». К последним он не относил возражения Оккама против изоморфизма тела Христа и потому не видел несоответствия в том, что глаза Христа могут находиться внутри его головы, присутствующей в гостии. Вудхэм в своём богословии расширил оккамовское понимание количества, выделяя количества непрерывные и дискретные. В его онтологии бытием обладают множества однотипных объектов и факты наподобие «Христос есть гостия», которые могут обладать своим количеством.
Важнейшей задачей евхаристического богословия оставалось понимание сути евхаристического изменения. Обоснованное в трудах Фомы Аквинского учение о пресуществлении (транссубстанциации) не давало удовлетворительного ответа на все возникавшие вопросы. В «Сумме теологии» Фома дал отрицательный ответ на вопрос о сохранении после освящения субстанциальной формы хлеба, отвергнув возражение, что такое превращение невозможно, поскольку форма изготовленного человеком тела есть акциденция, а формой тела Христа является его душа. Спор о природе человеческой души и взаимоотношении её частей привёл к значительным спорам в Парижском университете в 1277 году, разделив богословов на тех, кто принимал новые, основанные на философии Аристотеля подходы, и на отвергавших их консерваторов. Среди критиков томизма был архиепископ Кентерберийский Роберт Килуордби (ум. 1279), согласно которому эффект освящения затрагивает не только телесное присутствие Христа, но и его рациональную душу. Если же освящение разрушает существующую субстанциальную форму, то каким образом может присутствовать тело Христа? В последовавшей затем дискуссии относительно «плюрализма форм» одним из основных был вопрос о точном значении латинского местоимения «hoc», использующегося в выражении лат. Hoc est corpus meum (Мф. 26:26, «сие есть Тело Мое»), указывает ли оно только на тело либо ещё и на душу. Предложенная доминиканцем Иоанном Парижским (ум. 1306) новая теория для разрешения затруднений о том, что Христос воплощается в хлеб так же, как Бог Сын воплотился в человека (теория импанации), резко критиковалась при жизни Иоанна, но находилась в обращении до XV века. Предложенная Эгидием Римским концепция «материальной души», посредством которой Бог организовывал материю хлеба в новую субстанциональную форму, завоевала значительное число сторонников. Возможность уничтожения субстанции в ходе пресуществления, долгое время полностью отрицавшуюся, исследовали Генрих Гентский (ум. 1293) и Уильям де Ла Мар (ум. 1290).
Ещё одним вызовом для занимавшихся проблемой транссубстанциации богословов был вопрос о том, почему свойства освящённых элементов остаются теми же, хотя их субстанция изменяется. Подход к решению наметил Пётр Ломбардский, предположивший, что свойства могут существовать сами по себе, без всякого субъекта, поскольку тело Христово не обладает обычными свойствами материальных тел. Фома Аквинский счёл такое объяснение философски несостоятельным и начал разрабатывать новую теорию о том, каким образом акциденции присущи субстанции. Отметив, что не всякий хлеб белый, он ввёл различение потенциальной (возможной) и актуальной (присущей именно этому хлебу) принадлежности акциденций. В результате, делает вывод Фома, из девяти признаваемых схоластикой видов акциденций только измеряемое количество является началом индивидуализации и субъектом других акциденций. В дополнение к упомянутым выше классификациям акциденций Эгидия Римского и Петра Ауреоли новую предложил Ричард из Миддлтона (ум. 1302). Согласно Ричарду, их можно разделить на три группы: соответствия, абсолютные и смешанные. Сторонник методов Оккама Жан Буридан (ум. 1358) обратил внимание на то, что с философской точки зрения субстанция и акциденции имеют разный онтологический статус, и термин «бытие» для них не может пониматься одинаково. Поэтому в богословии применительно к евхаристическим акциденциям данные понятия имеют иной, нежели у Аристотеля, смысл, и существование акциденций без субстанции становится делом веры. Габриэль Биль (ум. 1495), продолжая дискуссию об евхаристии, вслед за Оккамом отказывается говорить о количестве как замене субстанции, поскольку если они идентичны, то количество также не сохраняется после освящения. Остаются только качества, и их субстанциальной основой является абсолютная власть Бога. Согласно Билю, евхаристическое преобразование — это чудо, но не новое, а свершившееся при установлении таинства.

### В период Реформации

#### В трудах основоположников Реформации
В своём известном трактате «О вавилонском пленении церкви» (1520) Мартин Лютер (ум. 1546) писал, что до 1519 года его понимание евхаристии не отличалось от общепринятого. Действительно, в своей проповеди 1518 года он в традиционном духе толковал res таинства как единение сердец, образно представляемых ягодами в виноградной грозди, а элементы евхаристии называл знаками церковного общения. Среди авторов, оказавших влияние на более поздние евхаристические представления Лютера, выделяют мистика Иоганна Таулера, учившего о смешении поедающего и поедаемого, и августинца Иоганна фон Штаупица, у которого Лютер позаимствовал термин conformitas для описания отношения между верующим и Христом. В своих ранних трактатах виттенбергский реформатор явно связывал мистическое тело Христа (corpus Christi mysticum) с его реальным телом и сравнивал евхаристию с документом, дающим верующему права гражданства в духовном теле Христа. Не высказывался он и против пресуществления. В целом на этом этапе реальное присутствие не являлось для Лютера вопросом первостепенной важности, за исключением отвергаемого им «причащения под одним видом». Данная практика, защищаемая схоластами, представлялась ему противоречащей Писанию и не отражающей факта полного присутствия Христа.
Дальнейшее развитие взглядов Лютера шло в рамках диалектики «Закона и Евангелия», что привело его к пониманию, что всё в евхаристии идёт от Бога, и ничего — от человека. В результате в трактате «О вавилонском пленении церкви» он перечисляет три «пленения», относящиеся к евхаристии, одно из которых заключается в реальном присутствии, определённом через пресуществление. Лютер не видел необходимости идти дальше простой констатации факта, предлагая альтернативное объяснение явлению, не требующему детального понимания. Свои взгляды Лютер отстаивал в полемике не только против католиков, но и против швейцарских евангелистов. Среди его первых оппонентов в 1525—1527 годах были Андреас Карлштадт, отрицавший, что слова Христа имели отношение к хлебу, Иоганн Эколампадий, настаивавший на символическом понимании установительных слов в святоотеческом богословии, и Ульрих Цвингли (ум. 1531), полемике с которым Лютер уделил наибольшее внимание. Немецкий специалист в области реформатского богословия Фолкер Леппин выделяет несколько расхождений в евхаристическом богословии Лютера и Цвингли:
- герменевтическое, связанное с пониманием глагола-связки est во фразе hoc est corpus meum — указывает ли оно на символическое понимание или нет. В качестве примера Цвингли приводил 1Кор. 10:4 («камень же был Христос»), где сравнение Христа с камнем не следует понимать буквально. Согласно Лютеру, фраза из 1Кор не является корректной грамматической аналогией, поскольку в ней смысл изначально метафорический;
- динамическое, вызванное пониманием Цвингли евхаристии в направленности от человека к Богу;
- онтологическое, обусловленное толкованием на слова из Ин. 6:63 («Дух животворит; плоть не пользует нимало»), которые Лютер, в отличие от Цвингли, не признавал относящимися к евхаристии. Тем не менее данную фразу Евангелия Лютер толковал в том смысле, что плотская субстанция происходит от плотской, не обязательно являясь сама по себе плотью;
- христологическое, обусловленное тенденцией Цвингли рассматривать природы Христа в несторианском духе, как две раздельные, и склонностью Лютера, согласно Кириллу Александрийскому, — как тесно и нераздельно связанные. Соответственно, Цвингли не мог представить тело Христа в евхаристическом хлебе, поскольку Христос восстал и теперь сидит по правую сторону от Отца на небесах. Лютер же не видел в такой постановке вопроса противоречия, поскольку признавал за человеческой природой Христа ту же вездесущесть, что и за божественной.

Кульминацией разногласий между Лютером и Цвингли стал устроенный стараниями ландграфа Филиппа Гессенского диспут в Марбурге 2 октября 1529 года, на котором два богослова должны были впервые встретиться лично и прийти к согласию. Предпосылки для это были, поскольку обнаружилась единая позиция по ряду принципиальных вопросов, например, отрицание понимания евхаристии как дела рук человеческих в попытке достичь спасения и признание её таинством истинной плоти и крови Христовой. Однако противоречие относительно буквального смысла Мф. 26:26, на чём настаивал Лютер, оказалось неустранимым. В 1530 году было принято Аугсбургское исповедание, определившее дальнейшее развитие лютеранского богословия и содержащее учение о сакраментальном единении.
Важную роль в объединении взглядов реформатских богословов сыграл Мартин Буцер (ум. 1551), чьи воззрения на реальное присутствие претерпели изменение от полного отрицания в 1524 году до принятия цвинглианства «с руками и ногами» в 1525 году. Хотя он был приглашён на Марбургский диспут, его роль там не была значительной. В 1530 году он написал раздел об евхаристии в компромиссном Тетраполитанском исповедании, а затем участвовал в подготовке ряда документов, увенчавшихся подписанием Виттенбергского согласия 28 мая 1536 года. Согласно этому документу, евхаристия является земной и небесной реальностью; тело и кровь Христовы «истинно и субстанционально присутствуют, преподносятся и вкушаются» с хлебом и вином; хотя никакого пресуществления не происходит, «сакраментальным соединением в таинстве хлеб есть тело Христово, присутствующий и истинно преподносимый»; таинство «действенно в церкви» и не зависит от достоинств совершающего или принимающего его. Тонким моментом компромисса было введение в формулу указания, что «вкушают устами», помимо праведников, «и недостойные» (indigni), вместо «и не благочестивые» (impii), как считал Лютер, что устранило связь действенности таинства со степенью веры причащающегося. Воодушевлённый достигнутым успехом, Буцер поставил перед собой более амбициозную цель преодолеть религиозный раскол в Германии, а затем и во всей Европе. Своей главной целью он видел «аккомодацию» находящихся под «папским игом» католиков, взяв за образец деятельность апостола Павла в отношении иудеохристиан. В 1530—1540-е годы Буцер написал несколько полемических сочинений на тему евхаристии, в том числе в ответ на развёрнутую против него французским епископом Робером Сено кампанию с обвинениями в восстановлении «беренгарианской ереси». Для Регенсбургского коллоквиума 1541 года Буцер подготовил проект евхаристической формулы, в которой утверждалось, что после консекрации посредством всемогущего слова Христа «истинное тело и истинная кровь Господа истинно и субстанционально присутствуют и раздаются верующим под видом хлеба и вина». Католики на коллоквиуме настаивали на включении слова «пресуществление», протестанты были готовы согласиться на введение нового технического термина transconditionation, означающего, что «состояние хлеба и вина переходят в духовное состояние». Хотя было возможно достичь соглашения, переговоры были прекращены из-за потенциального умаления авторитета Католической церкви.
В течение нескольких следующих лет полемика между швейцарскими и германскими протестантами продолжалась, в середине 1540-х годов к ней присоединился Жан Кальвин (ум. 1564). Единого мнения относительно позиции Кальвина по реальному присутствию нет, в его трудах исследователи находят высказывания в пользу как исключительно духовного понимания процесса, так и какой-то формы субстанционального соединения с Христом. Объективное присутствие Христа в евхаристии, рассматриваемое в контексте основного тезиса богословия Кальвина об абсолютной власти Бога над своим творением,  означало бы ограничение свободы Бога использовать евхаристию в качестве инструмента спасения — возможность дать людям шанс самим влиять на достижение желаемого результата.

#### У анабаптистов
Евхаристия не занимает важного места в современном анабаптизме и воспринимается как мемориальная трапеза в память смерти Иисуса Христа. Исторически анабаптисты, однако, в духе своего времени были активными участниками евхаристических споров. Первые анабаптисты были единомышленниками цюрихского реформатора Ульриха Цвингли и разделяли его мемориализм — символическое понимание реального присутствия и отрицание транссубстанциации. Ранние анабаптисты усвоили через посредство Андреаса Карлштадта радикальное восприятие августиновской сакраментологии с «онтологическим барьером» между реальностью и её знаком. Также от Карлштадта в анабаптизм вошли строгое различение двух природ Христа и вывод, что находящаяся на небесах небесная природа не может быть в элементах. Бальтазар Губмайер (ум. 1528) пошёл дальше Цвингли и понимал божественное присутствие не через божественную природу Христа, а как Дух Святой, заменивший после вознесения Сына в историческом времени. Таким образом, для Губмайера сама постановка вопроса о смысле «est» является анахроничной. На взгляды одного из анабаптистских течений, моравских гуттеритов, оказали влияние труды тирольца Петера Вальпота (ум. 1578). На основе оригинального толкования на 1Кор. 10:16—17 («один хлеб, и мы многие одно тело; ибо все причащаемся от одного хлеба») он обосновывал отказ от личной собственности, поскольку если у всех один хлеб, то и всё остальное должно быть общим. В области евхаристической теории он, исходя из схоластического сопоставления субстанции и количества, называет измеримым и «натуральным» тело Христа, сидящее по правую руку Отца, которое, соответственно, не может быть в хлебе. Своеобразную аргументацию отрицания реального присутствия предложил немецкий реформатор Каспар Швенкфельд (ум. 1561). Если Цвингли и Карлштадт доказывали, что присутствие Христа невозможно, бессмысленно и в конечном счёте избыточно для дела спасения, Швенкфельд рассматривал вопрос с моральной и духовной точек зрения. Евхаристическое причащение Христу даёт онтологическую основу спасению, поскольку праведность Христа «внедряется» в душу, как его плоть и кровь, делая возможной праведную жизнь и истинную любовь к Богу и ближним. Своё богословие Швенкфельд основывал не на библейской экзегетике, а на мистическом озарении Валентина Краутвальда (ум. 1545), истолковавшего известные слова Евангелия как «моё тело есть то, что питает мою душу».
Среди нидерландских анабаптистов также было немало оригинальных религиозных мыслителей. Учение Мельхиора Хоффмана (ум. 1543) о «небесной плоти Христа», генеалогию которого Кальвин возводил к маркионитам и манихеям, развивали Менно Симонс (ум. 1561) и Дирк Филипс (ум. 1568). Хотя основной задачей Хоффмана было обоснование безгрешности Христа, его богословие имело отношение и к евхаристии. У Филипса реалистические речевые обороты применительно к «природным плоти и крови» используются без чёткого отождествления с элементами евхаристии и больше касаются единства последователей Христа.

## В философском богословии
Немецкий философ Готфрид Вильгельм Лейбниц, хотя и не являлся католиком, предпринял попытку доказать, что его монадическая метафизика совместима с учением о пресуществлении. С этой целью в переписке с епископом Жаком Боссюэ он ввёл понятие «субстанциальной цепи», онтологической сущности, соединяющей множество монад. Элементы цепи связаны отношением принадлежности к соответствующей цепи, а цепи, в свою очередь, могут приобретать и терять свои звенья. Таким образом, согласно Лейбницу, монады хлеба и вина включались в качестве звеньев в цепь, образующую тело Христа. Полученная конструкция была призвана дать ответ на вопрос о возможности одновременного присутствия тела Христова на небе и на земле. Как отмечает Александр Прусс, с тем же успехом можно было бы использовать любое иное метафизическое отношение, конституирующее нечто в качестве реального метафизического целого. По мнению канадского философа, такой подход не отражает присутствия значимой части тела Христа и не обеспечивает необходимого богословского эффекта.

## Развитие учения в современных церквях

### В Англиканской церкви
Богословские дебаты о евхаристии в Англии в целом отражали полемику на континенте. В правление короля Генриха VIII (1509—1547) Реформация развивалась достаточно консервативно, что отразилось на доктринальных формулировках, принятых в его царствование. «10 статей» 1536 года были сформулированы с традиционным признанием реальности телесного присутствия, однако без упоминания о транссубстанциации. Двусмысленность была устранена в принятых в 1539 году «Шести статьях», где было ясно сказано, что «после освящения не остаётся никакой субстанции хлеба и вина, равно никакой иной, а только субстанция Христа, Бога и человека». Определяющее влияние в следующее царствование имели взгляды архиепископа Томаса Кранмера (ум. 1556), претерпевшие значительную динамику. В 1530-х годах он придерживался учения Лютера, используя новый термин «истинное присутствие» с целью подчеркнуть отказ от схоластической теории пресуществления. Примерно к 1547 году Кранмер полностью отверг идею о реальном присутствии, но в опубликованной в 1549 году Книге общих молитв вновь использовались формулировки, которые могли быть приняты сторонниками как символического, так и буквального понимания реального присутствия. Отвечая на критику консервативного епископа Стивена Гардинера, Кранмер заявил, что «духовное мясо Христова тела и кровь его не принимается ртом и не переваривается в желудке, но чистым сердцем и искренней верой». Присутствие Христа постулировалось не в хлебе и вине, а в осуществляемом таинстве, что решало также проблему недостойного вкушения. В годы правления королевы Марии (1553—1558), ожидая в заточении суда и казни, своё учение изложил епископ Николас Ридли (ум. 1555). Под влиянием Ратрамна он утверждал, что тело Христа, хотя и не присутствует в Дарах телесно, доступно верующим таинственно.
С воцарением Елизаветы I (1558—1604) в церкви Англии постепенно усиливалось противостояние двух тенденций, конформистской и радикальной (пуританской). Конформисты в целом придерживались учения о реальном присутствии, но не стремились чётко артикулировать локализацию в хлебе и вине. Для пуритан более приоритетными были темы, связанные со спасением и предопределением, а также отрицание католического наследия. Их взгляды на суть и действенность таинств определялись различными подходами к пониманию роли Бога и человека в получении благодати, а присутствию придавался инструментальный смысл, как, например, у Ричарда Хукера (ум. 1600). Достигнутый при Елизавете консенсус признания присутствия без транссубстанциации сохранился («умеренный реализм») в течение XVIII века, хотя на тему присутствия высказывались многие авторы, подчёркивая различные смысловые нюансы.
Современному англиканскому богословию близки взгляды австралийского философа Дэвида Армстронга (1926—2014), развивавшего свою теорию универсалий в рамках аналитической философии. Анализируя различие между «строгим» и «мягким» реализмом, Армстронг онтологизирует факты или, в его терминологии, «положения дел» (англ. states of affairs). «Мягкий» реализм не требует полного совпадения рассматриваемых объектов для признания их идентичными, довольствуясь конкретизацией в них некоторых универсалий или отношений (например, лежащие на одном столе белая ручка и белый лист бумаги). Подход Армстронга использовал для описания способа тождественности хлеба и вина плоти и крови Христовой королевский профессор богословия Дэвид Ф. Форд, указывая, что в обоих случаях присутствует строго идентичная природа Христа при том, что партикулярии сами по себе не являются строго идентичными. Подобным образом рассуждает в своей книге «Tokens of Trust» архиепископ Кентерберийский Роуэн Уильямс, истолковывая слова Христа «сие есть кровь моя, сие есть тело мое» как «это тоже моё тело, поскольку является носителем моей жизни и идентичности, как мои буквальные кровь и тело».
Современный англиканский богослов Эндрю Мур (Andrew Moore) поясняет, что с онтологической точки зрения реалист придерживается мнения, что реальность существует независимо от концепций и интерпретаций человеческого разума. Эпистемологически реалист считает реальность познаваемой такой, какая она есть, не субъективно и не в виде проекций. Наконец, согласно Муру, реалисты допускают возможность истинных высказываний о реальности. Хотя нам неизвестна ноуменальная реальность плоти и крови Христовой, это не мешает нам знать их явленными в евхаристии, в их феноменологической реальности. Мур называет Бога «грамматикой христианской веры», понимая под этим то, что он направляет наши практики, в том числе религиозные, являя через них нам себя и свою реальность. К таким практикам Мур относит и евхаристию. Связь между практиками и присутствием Бога условна, и между ними нет необходимой связи. Таким образом, присутствие в евхаристии зависит от Бога, а не от внешней драматургии совершаемого акта. Опираясь на толкование Гордона Фи к 1Кор. 11:17—34, Мур делает вывод, что в понимании апостола Павла распятый и воскресший Господь избрал евхаристическую пищу основным сосредоточием своей деятельности в церкви, и едящие её сосредотачиваются на смерти Христа, несущей им жизнь. Следовательно, евхаристия празднуется в благодарном послушании тому, чья смерть поминается в ней и кто в ней жив и присутствует, придавая тем самым смысл данному христианскому ритуалу. Описанный выше конструктивистский подход к пониманию евхаристии заостряется у современных нереалистов, например, у Дэвида Харта, заявляющего, что таинства преимущественно совершаются в восприятии их участников. Эпистемический идеализм у Харта связан с идеализмом лингвистическим, поскольку «все человеческие смыслы бесконечно приспосабливаемы и связаны с пониманием индивидов, вовлечённых в определённую цепочку означающих». В постструктуралистском духе Харт считает значимость евхаристии чисто человеческим явлением, в котором нет ни трансцендентального означающего, ни означаемого тела, только бесконечная цепь натуралистично интерпретируемых означающих. Как замечает Мур, если апостол Павел ошибочно думает, что «признание» (англ. discerning) в евхаристии тела подразумевает переход от означающего к означаемому, то зря он не читал Деррида.
Номиналистические подходы в современном англиканстве не очень распространены. Номиналисты считают, что такие партикулярии, как плоть и кровь Христа, больше не существуют на земле, хотя и могут существовать на небесах. Соответственно, участвующие в евхаристии хлеб и вино не могут быть с ними идентифицированы по природе. Умеренный номинализм признаёт значение евхаристии только как акта веры и напоминания. Крайний номинализм ещё более ограничивает единство через универсалии и признаёт действенность евхаристии только через слова Писания. Такие номиналисты полностью отрицают таинственный характер евхаристии и рассматривают её как исключительно человеческое дело, символизирующее обещание Бога, данное в его Слове. Данный подход разделяют австралийские богословы Бротон Нокс и Роберт Дойль (Robert С. Doyle).

### В Католической церкви
Католическая церковь пыталась преодолеть вызванный Реформацией раскол через догматические постановления Тридентского собора (1545—1563). В вопросе реального присутствия собор взял за основу богословие поздней схоластики, включая пресуществление и причащение под одним видом. Первым каноном своей тринадцатой сессии (1551) собор заявлял, что евхаристия не только означает, но и содержит всего Христа (totum Christum). Второй канон был направлен против защищаемой протестантами в те годы параллели между ипостасным соединением природ Христа и евхаристическим воплощением. Собор отверг лютеровскую теорию консубстанциации, поскольку она недостаточно надёжно обеспечивала единство Даров и человеческой природы. Наконец, собор отверг строгую параллель между историческим и евхаристическим воплощением. Основным предметом пост-тридентских дискуссий относительно евхаристии стал вопрос о том, является ли она истинным жертвоприношением. Истинность подразумевала разрушение жертвы, то есть Иисуса, против чего протестовали евангелические богословы. Католические богословы предложили несколько теорий, оставаясь при этом в рамках парадигмы транссубстанциации.
В течение длительного времени проблема реального присутствия не являлась предметом специального изучения. В XX веке к теме обратился французский богослов Анри де Любак (ум. 1991). Согласно его замечанию, для многих мыслителей августинской традиции, включая Ратрамна, Беренгара Турского и Жана Кальвина, указания на пространственные отношения применительно к телу воскресшего Христа затрудняли понимание его «сакраментального реализма». В своей написанной в конце 1930-х годов работе «Corpus Mysticum» он заявил, что «если церковь реальна, она должна быть организмом, который мы каким-то образом видим и ощущаем, как мы могли видеть и ощущать Богочеловека во время его земной жизни». Поэтому де Любак отрицает минималистическое определение таинства как не имеющего значения знака и символа. На примере литургической истории Рима он иллюстрирует смысл материальной составляющей евхаристии. Согласно обычаю, известному как sancta, непосредственно перед совершением общения часть освящённого на предыдущей мессе хлеба помещается на алтарь в чашу. Соответственно, часть от освящаемого хлеба сохраняется для участия в следующей мессе. Часть, помещённая в чашу, представляла воскресшее тело Христа, потреблённая священником и народом часть идентифицировалась с телом Христа среди живых, и сохранённая часть ассоциировалась с телом Христа, лежащим в гробу. Три части гостии можно также понимать как представляющие церковь, торжествующую на небесах, воинствующую на земле и страдающую в чистилище. В другом ритуале главенствующий епископ разделяет между священниками титулярных церквей города освящённый хлеб (fermentum), обозначая тем самым единство церкви и священства. По мнению де Любака, экклезиологическое определение евхаристии даёт достаточное подтверждение догмату о реальном присутствии, связывая сакраментальный реализм с экклезиологическим.
Представление о церкви как о мистическом теле Христа было обнародовано в энциклике папы Пия XII Mystici corporis Christi (1943) и более подробно рассмотрено в догматической конституции Второго Ватиканского собора Lumen Gentium (1964). В основе своей они имеют несколько текстов Нового завета, в которых отношение Христа к церкви выражается несколькими разными способами: как ковенантное отношение главы и тела (Кол. 1:18, Еф. 1:10) и как всё тело или христианская община (1Кор. 12:12—20, Рим. 12:4—8). Евхаристия, согласно 1Кор. 10:16—17, является не только видимым знаком общения с Христом, но и формирует церковную общину как единое тело. Её онтологический реализм распространяется не только на сакраментальный реализм присутствия Христа в хлебе и вине, но также и на сакраментальный реализм церкви, которая есть там, где есть евхаристия. Церковь, таинство и исторический Иисус являются различными модусами существования одного лица. Евхаристия не идентична историческому Христу, а является таинством его реального присутствия. В соответствии с таким пониманием, Католическая церковь определяет себя на базовом уровне как совокупность общин, собравшихся у алтаря вокруг епископа. Каждое такое сообщество может совершать евхаристию, но не образует само по себе вселенскую церковь. Суть учения о пресуществлении раскрывается в «Символе веры Народа Божия» (1968) папы Павла VI, согласно которому «остаются неизменными лишь те качества хлеба и вина, что могут быть восприняты нашими чувствами», и «в самой действительности, независимо от нашего сознания, хлеб и вино после освящения перестают существовать».
Ряд значительных католических богословов обратились к теме реального присутствия во второй половине XX века. Карл Ранер (ум. 1984) в своём эссе «Богословие символа» (1959) переосмыслил томистское учение о том, что душа есть субстанциальная форма тела, заявив, что тело само может быть рассмотрено как символ, указание на символическую реальность человека, являющегося самореализацией своей души. В 1988 году, также развивая учение Аквината, кардинал Йозеф Ратцингер равным образом предложил рассматривать телесность в широком смысле, не как «сумму корпускул».
С перспективы постлиберального («нарративного») богословия излагает учение о евхаристии Жерар Локлин. Вначале обратившись к картине группы друзей, собравшихся на ночную трапезу, что завершилась преломлением хлеба, разделённой среди участников чашей вина и известными словами Христа, английский богослов приходит к выводу о медиатизирующей функции христианского нарратива между хлебом, телом Христа и его духовным присутствием. Евхаристия для Локлина — нарратив и еда, единство времени и места.

### В Православной церкви
Православная церковь подчёркивает преемственность своей богословской позиции относительно учения древних Отцов Церкви, основной чертой которого полагает непостижимое переложение хлеба и вина в истинные тело и кровь Христовы. Помимо трудов раннехристианских авторов и канонов признаваемых Православной церковью семи вселенских соборов, существует ряд текстов, авторитет которых в той или иной степени подтверждается. Архиепископ Василий (Кривошеин) в своём докладе 1961 года перечислил символические книги, и в нескольких из них затрагиваются вопросы евхаристического присутствия. Первым собором, специально рассматривавшим данные вопросы, был Константинопольский собор 1156—1157 годов, созванный при императоре Мануиле Комнине, на котором было анафематствовано представление о евхаристии как о «воспоминании» о жертве.
Документы XVI—XVIII веков в силу исторических обстоятельств несут следы западного влияния и имеют полемический характер. В переписке константинопольского патриарха Иеремии II с лютеранскими богословами Тюбингенской семинарии (1573—1581) излагаются отдельные положения православного учения, и в ней ещё едва заметно латинское влияние (встречаются слова «материя и форма», но избегается термин «пресуществление»). Большую смуту в церкви вызвало кальвинистское по духу «Восточное исповедание христианской веры» (1629). Изданное анонимно, оно, вероятно, было написано патриархом Кириллом Лукарисом. Большинство последующих документов XVII века посвящено его опровержению, как, например, постановление Константинопольского собора 1638 года, излагающее православное учение о преложении Святых Даров.
Латинская схоластическая терминология используется в «Православном исповедании Кафолической и Апостольской Церкви Восточной», составленном киевским митрополитом Петром Могилой и его ближайшими соратниками, Исаией Козловским и Сильвестром Косовым, и одобренном в 1640 году на соборе в Киеве. Согласно «Исповеданию», в евхаристии находится «Сам Сын Божий по пресуществлению, так что сущность (субстанция) хлеба прелагается в сущность (субстанцию) Святого Тела Его, а сущность (субстанция) вина ― в сущность (субстанцию) Честной Крови Его. Поэтому должно славить и поклоняться Святой Евхаристии, подобно как и Самому Спасителю нашему Иисусу». Несущее ещё большие следы схоластического влияния «Исповедание» патриарха Досифея II (1682), как и его исправленная редакция 1723 года, является, по мнению архиепископа Василия, скорее историческим, нежели символическим документом.